# Georg Schrimpf
Georg Gerhard Schrimpf (ur. 13 lutego 1889 w Monachium, zm. 19 kwietnia 1938 w Berlinie) – niemiecki malarz, zaliczany do nurtu Nowej Rzeczowości.

## Życiorys
Od młodości wykazywał chęć do malarstwa, ale z woli rodziców zdobył zawód cukiernika. Jednak po ukończeniu szkoły w Pasawie wyruszył w podróż po Europie jak wagabunda. Imał się różnych zajęć. Pracował jako kelner, palacz i piekarz. Zaprzyjaźnił się z Oskarem Grafem, z którym razem podróżowali m.in. po Szwajcarii i Włoszech. Kilka miesięcy przebywali w kolonii anarchistów w Asconie.
W 1915 przeniósł się do Berlina i pracował w fabryce czekolady. Zaczął też intensywnie malować. Dwa lata później ożenił się z malarką Marią Uhden. Przeprowadzili się do Monachium, jednak Maria zmarła w sierpniu 1918 po urodzeniu syna.
W latach 20. brał udział w wielu wystawach. Pracował w Szkole Rzemiosła Artystycznego (Königliche Kunstgewerbeschule München/ Staatliche Kunstgewerbeschule München). W 1933 otrzymał stanowisko profesora Państwowej Szkoły Wyższej Wychowania Artystycznego w Berlinie. Jego kariera zakończyła się w 1938, gdy został usunięty pod zarzutem sympatii komunistycznych (w 1919 zaangażował się w ruch rewolucyjny a w latach 20. należał do KPD). Obrazy jego potępiono, a on sam zmarł w tym samym roku.

## Galeria

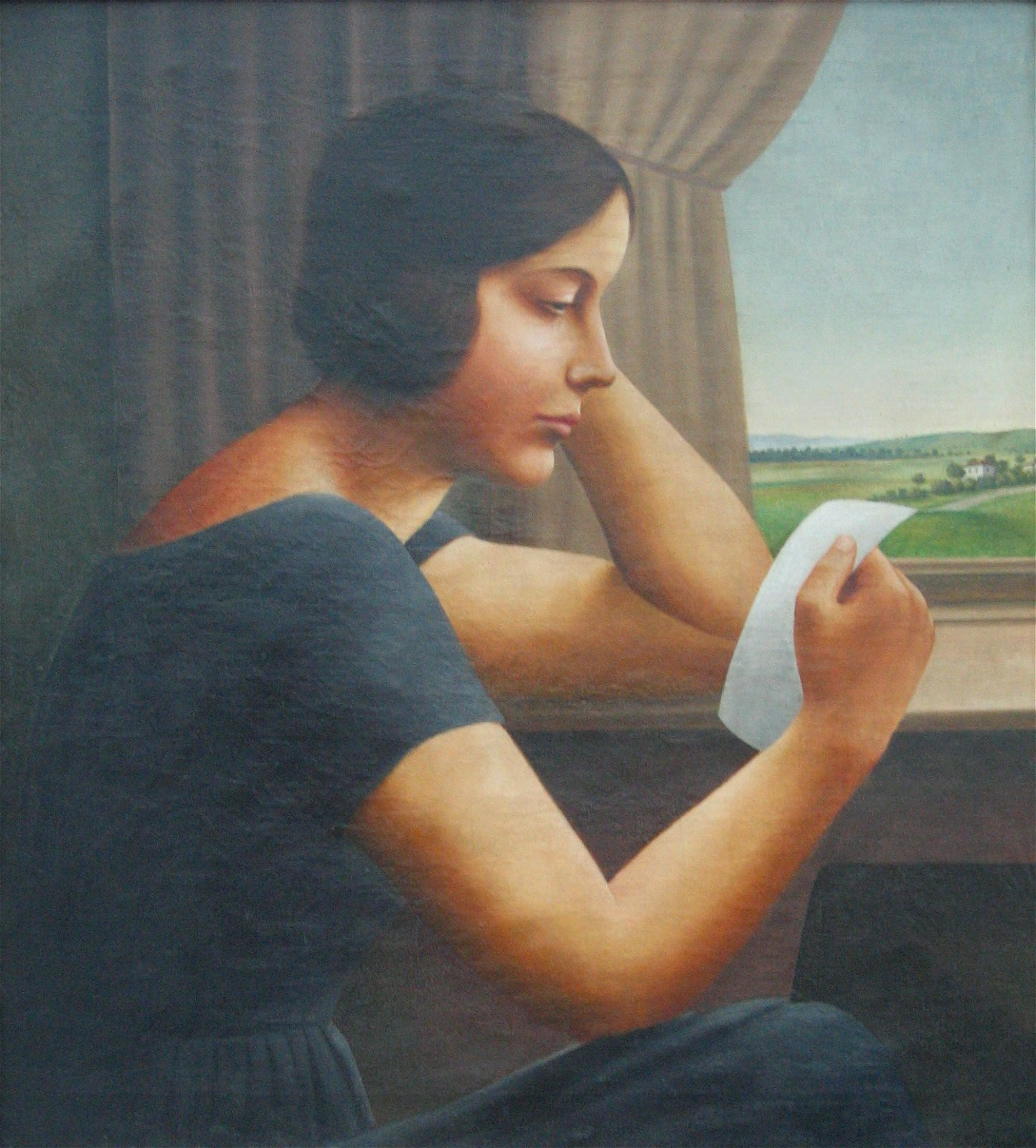
Marta
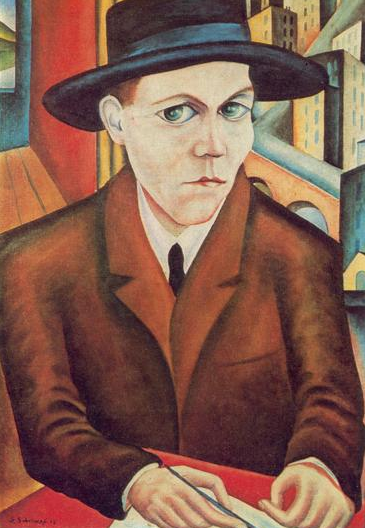
Oskar Maria Graf
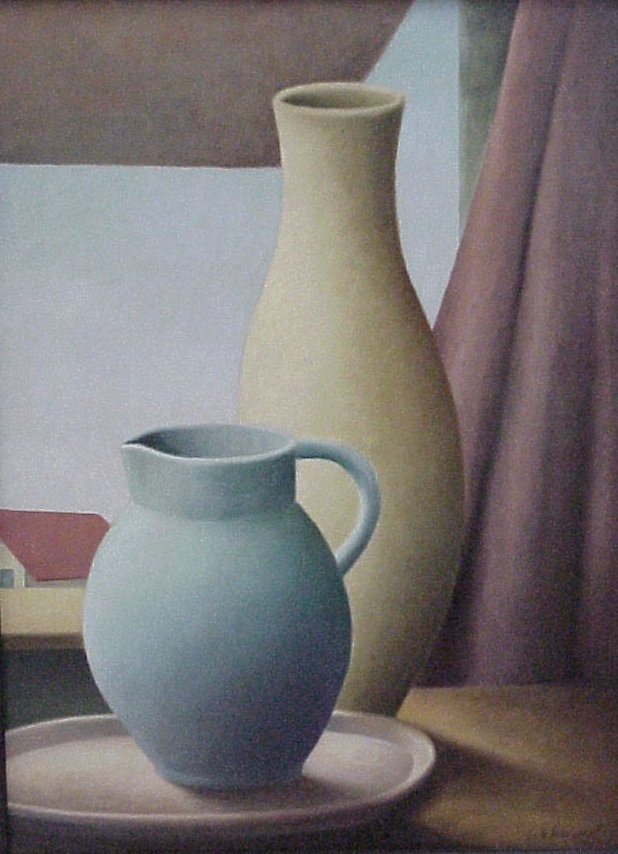
Martwa natura
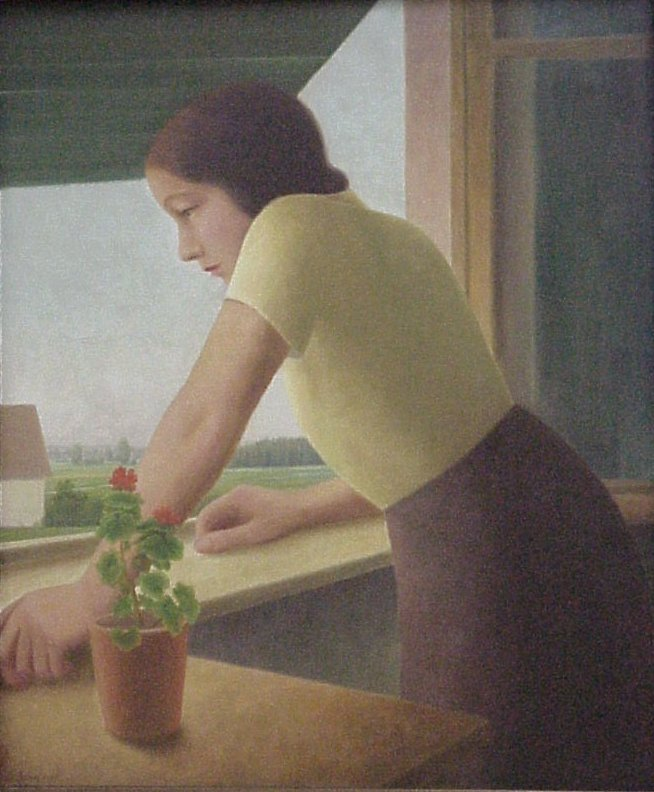
Wyglądająca przez okno
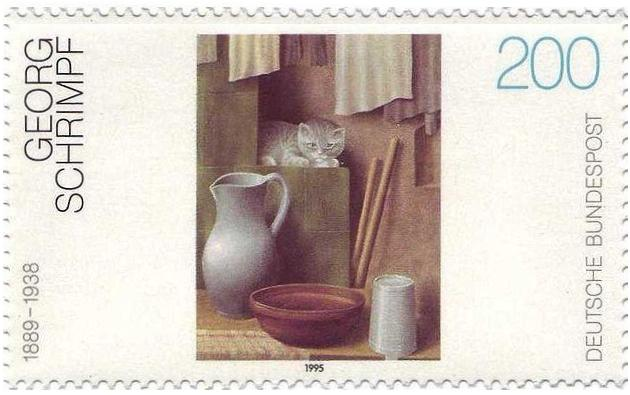
Znaczek poczty niemieckiej z reprodukcją obrazu Schrimpfa "Martwa natura z kotem" (1923)